# ازگله
اَزْگِله شهری در استان کرمانشاه ایران است. این شهر در بخش ازگله از توابع شهرستان ثلاث باباجانی قرار دارد.
شهر ازگله در خرداد ۱۳۸۱ مرکز بخش باباجانی شهرستان پاوه بود. این تقسیمات کشوری در سال ۱۳۸۱ تغییر کرد.
فاصله این شهر تا مرکز استان، حدود ۲۰۰ کیلومتر است.

## جمعیت
بر پایه سرشماری عمومی نفوس و مسکن در سال ۱۳۹۵ جمعیت آن ۱٬۵۰۲ نفر (۳۷۲ خانوار) بوده‌است.

## زمین‌لرزه
در شامگاه یکشنبه ۲۱ آبان ۱۳۹۶ ساعت ۲۱:۴۸:۱۶، زمین‌لرزه‌ای به قدرت ۷٫۳ در مقیاس ریشتر این شهر را لرزاند. این شهر نزدیک‌ترین شهر به کانون زلزله (به فاصلهٔ ۵ کیلومتر) بود. عمق زمین‌لرزه ۱۱ کیلومتر بوده که به علت عمق کم و مدت زیاد، کل منطقهٔ جنوب غرب ایران این زمین‌لرزه را احساس کردند.
تعداد ۵۸ منزل روستایی از بخش ازگله با ۶۹ روستای بخش مرکزی مان دچار خسارت میان حداقل ۲۰–۶۰ درصد شده‌است.